# Eldorado Recording Studios
Eldorado Recording Studios é um estúdio de gravação localizado em Burbank, Califórnia. Estabelecido originalmente sob o nome de Eldorado Recording Studio em 1954 na esquina de Hollywood e Vine, foi criado como workshop para Johnny Otis.
Após danos devido a diversos terremotos, em 1987, o estúdio foi forçado a se mudar, realizando uma breve associação com Track Record Studio em North Hollywood, tomando o antigo estúdio Sunset Boulevard, de propriedade de Marvin Gaye, em Hollywood. O estúdio se mudou novamente somente em dezembro de 1996 para seu local atual.
O estúdio serviu de base de operações para o produtor Dave Jerden de 1981 a 2004 e hoje diversos outros produtores se encontram lá, como Rob Cavallo, Doug McKean, Marshall Altman, Joe Zook, Brian Dobbs, Jeff Saltzman e Toby Wright.
Alguns artistas que passaram pelo estúdio: Brian Eno, Talking Heads, Red Hot Chili Peppers, Herbie Hancock, Jane's Addiction, Social Distortion, Alice in Chains, The Offspring, Jewel, Ryan Cabrera, Tricky, Marc Broussard e My Chemical Romance.